# Alzo
L'alzo, in oplologia, è il congegno di puntamento di una bocca da fuoco che permette di regolare l'elevazione del tiro e di conseguenza la gittata. Il termine si riferisce anche all'angolo di alzo o angolo di elevazione misurato, ovvero all'inclinazione della canna dell'arma rispetto alla linea di mira orizzontale.

## Angolo di alzo
Come è noto il movimento di un corpo con una certa velocità iniziale e sottoposto ad un'accelerazione gravitazionale costante è parabolico. Quindi, quando si lancia un proiettile da un'arma da fuoco, per colpire un certo punto (bersaglio) si deve orientare la canna con un certo angolo rispetto al segmento che congiunge l'arma con il bersaglio. L'angolo nel piano verticale formato dalla direzione della canna dell'arma con la congiungente con il bersaglio è detto angolo di alzo. Ovviamente l'angolo di alzo (essendo costante l'accelerazione di gravità) dipende dalla velocità iniziale del proietto e dalla distanza fra l'arma ed il bersaglio.
Nelle armi con una velocità iniziale relativamente elevata (cannoni) l'angolo di alzo generalmente è inferiore ai 20-30°, salvo il tiro alle massime gittate del pezzo, invece per le armi a velocità iniziale più ridotta (obici) l'angolo di alzo arriva fino a 45°, e per i mortai è superiore anche a questo limite. Il limite di 45° deriva dal fatto che, con un alzo di 45°, si ottiene la massima gittata dell'arma, supponendo trascurabili le perturbazioni esterne (fra cui l'attrito dell'aria, che generalmente non lo è).
Nel tiro contraerei l'alzo è sempre piuttosto limitato, dato che non è l'angolo che forma la direzione della canna con il terreno, ma l'angolo formato con la congiungente al bersaglio, quindi, anche se la canna può assumere inclinazioni fino a 90°, data la velocità iniziale (sempre molto elevata) dei proiettili l'alzo resta a valori limitati.

## Congegno di alzo
Fin dall'inizio dell'uso delle artiglierie furono introdotti metodi empirici per misurare l'angolo di alzo, sia direttamente (congegni di mira ottici), sia indirettamente, misurando l'angolo formato dalla canna dell'arma con il terreno.

### Congegni d'alzo per misura diretta
I congegni ottici per la misura diretta dell'alzo sono utilizzati generalmente sulle armi a tiro diretto (cannoni ed armi da fuoco portatili), dato che non richiede calcoli complessi per effettuare il tiro. In queste armi è possibile utilizzare questi strumenti perché la velocità iniziale può essere considerata costante (in quanto operano con cariche preconfezionate su canne di lunghezza fissa), quindi l'alzo dipende unicamente dalla distanza fra l'arma ed il bersaglio. Nei congegni di mira ottici si valuta l'angolo di alzo semplicemente facendo coincidere  un mirino ed una tacca di mira, regolata sulla distanza valutata, con il bersaglio, l'altezza della tacca di mira fornisce alla canna direttamente l'alzo necessario. Nel caso di bersagli in movimento, la coincidenza viene effettuata su un reticolo per tenere conto anche della velocità relativa fra arma e bersaglio. I tipi di alzo più diffusi sulle armi lunghe e su alcune pistole sono distinti in congegni a fogliette, rettilinei ed a quadrante.

#### Congegni d'alzo a linea di mira fissa oa fogliette
Sono costituiti da più ritti o fogliette, incernierate ad una estremità su uno zoccolo solidale alla canna, mentre sull'altra estremità presentano una tacca di mira. Ogni foglietta ha un'altezza diversa corrispondente a distanze di tiro fisse, largamente intervallate da una foglietta all'altra. A seconda della distanza di tiro desiderata, si alza ruotando la foglietta corrispondente, lasciando le altre abbattute. Questo sistema, semplice ed economico, è molto diffuso sui fucili da caccia. Per contro, per non complicare ed appesantire troppo il congegno, vengono montate al massimo tre o quattro fogliette, limitando così le linee di mira, tra l'altro notevolmente intervallate l'una dall'altra.

#### Congegni d'alzo rettilinei
In questi congegni il punto di mira si sposta nel piano stesso dell'alzo.
- congegno d'alzo a ritto e cursore: è formato da un "ritto" incernierato su uno zoccolo fissato alla canna. Sul ritto scorre un "cursore" con la tacca di mira. Il ritto generalmente ha tre posizioni: abbassato, sollevato e rovesciato. Alle posizioni abbassato e rovesciato corrispondono due linee di mira, dette "da combattimento", corrispondenti a (corte) distanze predeterminate[2]. Quando invece il ritto è sollevato, si possono ottenere diverse linee di mira su diverse distanze spostando il cursore sulle tacche del ritto, generalmente intervallate ogni 100 metri.
- congegno d'alzo a ritto e cursore su zoccolo a gradini: in alcuni congegni a ritto e cursore sono presenti dei gradini sullo zoccolo, sui quali va a poggiare il cursore, inclinando così sulla linea di mira voluta il ritto e la tacca di mira posta alla sua estremità superiore[3].

#### Congegni d'alzo a quadrante
In questi sistemi la linea di mira si sposta su una superficie curva con asse orizzontale e perpendicolare alla canna.
- congegno d'alzo a quadrante a ritto e cursore: il ritto porta la tacca di mira e facendo scorrere il cursore sul piano dello zoccolo, grazie alla progressiva elevazione, si ottengono diverse linee di mira corrispondenti alle tacche riportate sul ritto[4].
- congegno d'alzo a quadrante con zoccolo ad alette: il ritto non ha cursore ma la tacca di mira è posta sull'estremità del ritto; l'altezza della linea di mira è data quindi dall'inclinazione del ritto stesso, che si inclina sullo zoccolo, bloccandosi tramite delle alette metalliche a molla che si ingranano con le tacche d'arresto sui lati dello zoccolo, in corrispondenza delle tacche di graduazione riportate sul dorso della superficie curva del zoccolo stesso[5].

### Congegni d'alzo a misura indiretta
I congegni a misura indiretta vengono usati invece da obici e mortai (o da cannoni, quando effettuano il tiro indiretto), semplicemente ponendo il pezzo su un piano orizzontale (livellato su tre punti), valutando l'angolo e la distanza fra arma e bersaglio ed inclinando la canna di un certo angolo, da trovare su apposite tabelle, in cui viene dato in funzione della carica utilizzata per il lancio. Notare che obici e mortai in questo modo possono sparare anche su bersagli coperti alla vista.